# Schendyla gracillima
Schendyla gracillima är en mångfotingart som beskrevs av Karl Wilhelm Verhoeff 1934. Schendyla gracillima ingår i släktet Schendyla och familjen småjordkrypare.
Artens utbredningsområde är Vietnam. Inga underarter finns listade i Catalogue of Life.